# Энна
Э́нна (итал. Enna, сиц. Castrugiuvanni, Enna) — коммуна в Италии, в регионе Сицилия, в провинции Энна.
Население составляет 28 106 человек (2008 г.), плотность населения — 79 чел./км². Занимает площадь 357 км². Почтовый индекс — 94100. Телефонный код — 0935.
До 1926 года носил название Кастроджиованни. 
В коммуне 2 июля особо празднуется встреча Пресвятой Богородицы и Праведной Елисаветы.

## Демография
Динамика населения:

## Администрация коммуны
- Официальный сайт: http://www.comune.enna.it/

## Известные уроженцы и жители
- Иероним де Анджелис — блаженный католической церкви, мученик, миссионер в Японии. Покровитель г. Энна.
- Пьетро Антонио Коппола — композитор.

## См.также
- Первое сицилийское восстание